# Държавно устройство на Румъния
Румъния е полупрезидентска република.

## Президент
Президентът на Румъния се избира с пряко гласуване на всеки 5 години, посредством мажоритарен вот, в който побеждава този, който е събрал 50%+1 от валидните избирателни гласове. Ако този процент не бъде достигнат от някой от кандидатите, се провежда балотаж между първите двама кандидати, спечелили най-много гласове на първия тур. До промяната на Конституцията през 2003 г., президентският мандат е бил 4 години. Президентът определя министър-председателя посредством консултации с парламента. Последните избори са проведени на 2 ноември 2014 г., а балотажът – на 16 ноември 2014 г. Президент на Румъния от 21 декември 2014 г. е Клаус Йоханис (излъчен от Съюз на християнлибералите). Избран е с 54,43% от гласувалите.

## Изпълнителна власт
Министър-председателят избира членовете на своето правителство, след което съставът на кабинета бива гласуван от Парламента. Правителството и президентът представляват изпълнителната власт в страната. Последните избори са проведени на 11 декември 2016 г.
Министър-председател на страната от 29 юни 2017 г. е Михай Тудосе, а правителството е съставено от представители на Социалдемократическата партия и Алианса на либералите и демократите.

## Законодателна власт
Парламентът на Румъния е двукамарен, съставен от Сенат със 137 члена и Камара на депутатите с 314 члена. Парламентът има законодателна роля както в специализираните комисии, така и на пленарни заседания. Членовете на парламента се избират с изборни листи, с универсално, пряко и тайно гласуване. Изборната система е пропорционална (членовете се избират от всички партии, прескочили изборния праг от 5% от всички гласували, на базата на специален алгоритъм). Избори се провеждат на всеки 4 години. Последните избори са проведени на 11 декември 2016 г. Съгласно Конституцията на Румъния, в Камарата на депутатите има по един представител от всяко национално малцинство.

## Съдебна власт
Съдебната власт се упражнява от Върховния съд и Върховния касационен съд, съвместно със съдилищата и апелативните съдилища.

## Конституция
Конституцията на Румъния, приета през 1991 г. и изменена през 2003 г., се основава на приетата през 1923 конституция на страната и тази на V Френска Република.
Съгласно Конституцията от 1991 г. Румъния е национална, унитарна и неделима държава (член 1), която функционира на принципа на разделение на властите. Конституцията гарантира собствеността и осигурява основните права на гражданите (право на живот и липсата на смъртно наказание, правото на свободно слово и забрана на цензурата, право на свободно сдружаване, гласоподавателно право и др.).

## Политически партии
Националлиберална партия (НЛП). Създадена през 1875 г., разпусната през 1947 г., възстановена през 1990 г. Партия с либерална ориентация (център-дясно). Бивш член на Европейската либерална партия (Европейска либералдемократична и реформистка партия), понастоящем членува в Европейската народна партия. След 1989 г. участва в управлението през периодите 1996 – 2000 година, 2004 – 2008 година и 2012 – 2014 година. Председател на партията е Людовик Орбан.
Демократична либерална партия (ДЛП). Създадена през 1993 г., приемник на Фронта за национално спасение, крило Петре Роман, 1989 г. Партия със социалдемократическа ориентация с известни либерални (център-ляво) тенденции. Бивш член на Социалистическия интернационал. През 2007 г. Демократическата и Либералнодемократическата партия се обединяват в Демократична либерална партия (ДЛП). Престава да съществува в 2014 г. с вливането ѝ в Националлибералната партия.
Демократичен съюз на унгарците в Румъния (ДСУР). Основан през 1990 г. Съюз на етнически и културни унгарски организации и формирования с дясноцентристка ориентация. Член на Европейската народна партия. Под различни форми е участвал в управлението на страната в периодите 1997 – 2000 година, 2001 – 2008 година, 2009 – 2012 година и 2014 година. Председател на формированието е Хунор Келемен.
Консервативна партия (КП) – бившата Румънска хуманистка партия, основана през 1991 г. Партия със силна социално либерална ориентация. Не е член на европейска партия.
Социалдемократическа партия (СДП). Основана през 2001 г., наследник на Партия за социална демокрация в Румъния – 1993 г., която на свой ред е наследник на Демократичен фронт за национално спасение – 1992 г., който е наследник на Фронта за национално спасение. Партия със социалдемократическа ориентация. Член на Социалистическия интернационал и Партията на европейските социалисти. Председател на партията е Ливиу Драгня.
Народна партия Велика Румъния (НПВР). Основана през 1991 г. националистическа партия. Преди 2004 г. се нарича Партия Велика Румъния. Заради считаната за ксенофобска и антиунгарска политика на партията, тя често е критикувана от останалите политически партии.